# جایزه بزرگ مجارستان ۱۹۹۱
جایزه بزرگ مجارستان ۱۹۹۱ (انگلیسی: ‎1991 Hungarian Grand Prix‎) یک مسابقهٔ موتوری در رشتهٔ اتومبیل‌رانی فرمول یک بود که در تاریخ ۱۱ اوت ۱۹۹۱ در هونگارورینگ واقع در بوداپست، مجارستان برگزار شد. این گراند پری در میان ۱۶ گراند پری در فصل ۱۹۹۱، مسابقهٔ شمارهٔ ۱۰ بود.
در این مسابقه که در ۷۷ دور و به مسافت ۳۰۵٫۵۳۶ کیلومتر (۱۸۹٫۸۵۱ مایل) برگزار شد، پول پوزیشن توسط آیرتون سنا کسب شد و سریع‌ترین زمان برای طی یک دور پیست که برابر با ۱:۲۱٫۵۴۷ بود نیز توسط برتراند گچات به ثبت رسید.
آیرتون سنا از تیم مک‌لارن-هوندا، نایجل منسل از تیم ویلیامز-رنو و ریکاردو پاتریس از تیم ویلیامز-رنو به‌ترتیب مقام‌های اول تا سوم مسابقه را کسب کردند.

## رده‌بندی قهرمانی پس از مسابقه
| جایگاه | راننده         | امتیاز |
| ------ | -------------- | ------ |
| ۱      | آیرتون سنا     | ۶۱     |
| ۲      | نایجل منسل     | ۴۹     |
| ۳      | ریکاردو پاتریس | ۳۲     |
| ۴      | گرهارد برگر    | ۲۲     |
| ۵      | آلن پروست      | ۲۱     |
| منبع:  |                |        |

| جایگاه | سازنده       | امتیاز |
| ------ | ------------ | ------ |
| ۱      | مک‌لارن-هوندا | ۸۳     |
| ۲      | ویلیامز-رنو  | ۸۱     |
| ۳      | فراری        | ۳۵     |
| ۴      | بنتون-فورد   | ۲۳     |
| ۵      | جردن-فورد    | ۱۳     |
| منبع:  |              |        |

یادداشت
- تنها پنج جایگاه نخست از هر رده‌بندی نمایش داده شده‌است.